# Ercole Sassonia

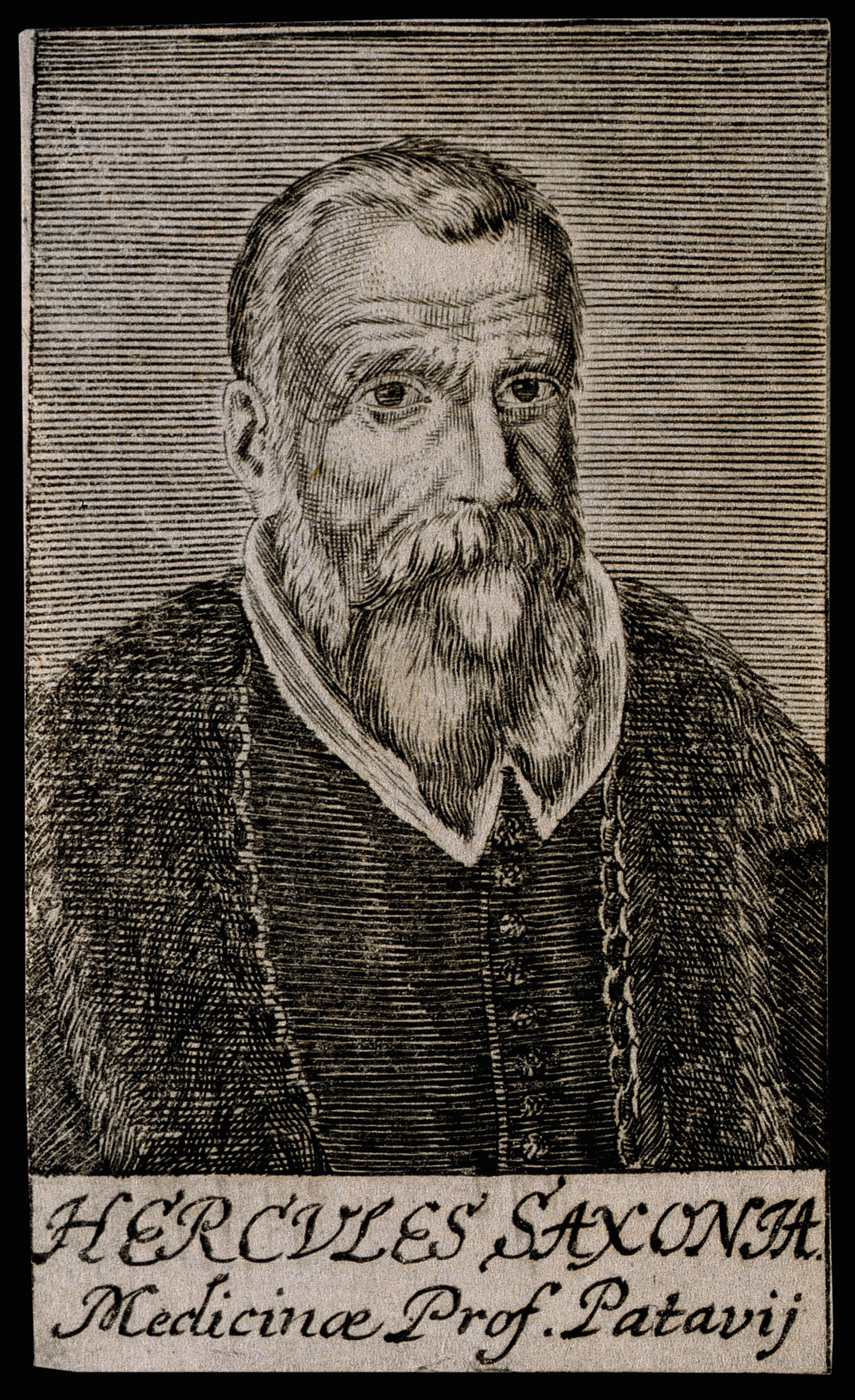
Ercole Sassonia, hoogleraar

Ercole Sassonia, of in het Latijn Hercules Saxonia Patavinus (Padua, 1551 – aldaar, 20 augustus 1607) was een Noord-Italiaans medicus en hoogleraar aan de universiteit van Padua in de republiek Venetië.

## Levensloop
Sassonia studeerde geneeskunde in zijn geboortestad Padua. Hij studeerde af circa 1570-1575 aan de universiteit van Padua, waarna hij als docent verbonden bleef. Nadien vestigde hij zich als medicus in Venetië, hoofdstad van de republiek. Hij keerde terug naar Padua in 1589 voor een benoeming tot hoogleraar met de leerstoel praktijkgeneeskunde (1590). 
Sassonia verbleef niet permanent in Padua. Vaak was hij in Wenen aan het hof van keizer Maximiliaan II van het Heilige Roomse Rijk; hij was er hofarts. 

## Werken
Sassonia publiceerde zijn bevindingen in de huidziekten en geslachtsziekten. Deze werken zijn alle in het Latijn. Hierna volgen zijn belangrijkste werken.
- Disputatio de phoenigmorum, quae vulgo vesicantia appellantur, & de theriacae usu in febribus pestilentibus in qua etiam de natura pestis, & pestilentium febrium nonnulla tractantur (Padua – 1591)
- De Phoenigmis libri tres. In quibus agitur de universa rubificantium natura, deque differentijs omnibus atque usu Psilotris, smegmatibus, dropacibus, sinapsismis simplicibus, ac compositis vulgo vesicantibus, de quorum usu in febribus pestilentibus multa disputantur (Padua – 1593)
- Luis venereae perfectissimus tractatus (Padua – 1597)
- De plica quam Poloni Gwozdziec, Roxolani Koltunum vocant (Padua – 1600)
- Opera Practica (Padua – 1607). Dit is zijn belangrijkste werk want het is een compilatie van al zijn onderzoek in huidziekten en geslachtsziekten.[1] Het is een handboek voor de medische praktijk.
- Prognoseon praticarum (postuum 1620).